# قصوان شائع
قصوان شائع (الاسم العلمي:Cirsium vulgare) هو نوع من النباتات يتبع جنس القصوان من الفصيلة النجمية.